# 肖卡特·哈亚特汗
肖卡特·哈亚特汗（1915年9月24日—1998年9月25日），是一位有影响力的巴基斯坦政治家和社會活動家，少校軍銜。在英屬印度的全印穆斯林联盟中发挥了重要作用。
他在阿里格爾穆斯林大学接受教育，并跟著印度皇家軍隊在第二次世界大战中的地中海和中东战区服役，並积极参与政治活動。在短暂退休后，他在1970年举行的1970年巴基斯坦大选期间重返政坛，并在试图解决与孟加拉人民联盟的政治问题方面发挥了重要的谈判作用。他在東巴(現在的孟加拉國)獨立后繼續擔任了6年的巴基斯坦國民議會成員。